# 태경케미컬
태경케미컬 주식회사는 서울특별시 강서구에 본사를 둔 탄산가스 제조 기업으로, 대한민국의 탄산가스 점유율 1위인 업체이다.

## 내용주
1. ↑  현재 합병됨